# Tratado Matemático em Nove Seções

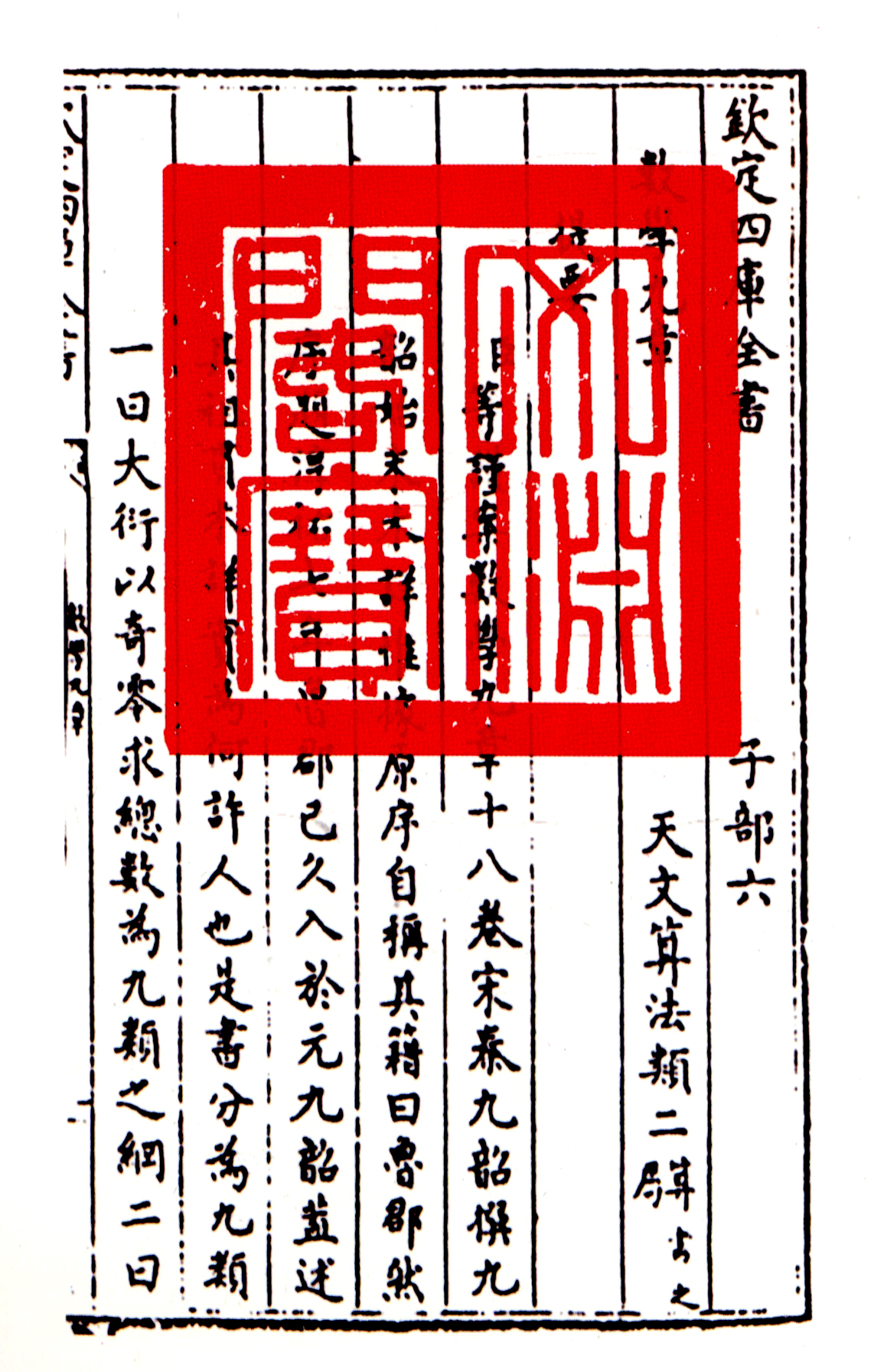
Tratado de Matemática em Nove Seções no Siku Quanshu

O Tratado de Matemática em Nove Seções (chinês tradicional: 數書九章, chinês simplificado: 数书九章, pinyin: Shùshū Jiǔzhāng, Wade–Giles: Shushu Chiuchang) é um texto matemático escrito pelo matemático Qin Jiushao da dinastia Song do Sul da China. ano de 1247.   O texto existia em forma de manuscrito em 1247, foi incorporado à The Yongle Encyclopedia em 1421; em 1787 o livro foi coletado em Siku Quanshu, em 1842 apareceu em edição impressa em xilogravura.